# Matt Doherty (baloncestista)
Matthew Francis "Matt" Doherty (estado de Nueva York, 25 de febrero de 1962) es un jugador y entrenador estadounidense de baloncesto.

## Trayectoria
- 1989-1992: Universidad de Davidson (ayudante)
- 1992-1999: Universidad de Kansas (ayudante)
- 1999-2000: Universidad de Notre Dame
- 2000-2003: Universidad de North Carolina
- 2005-2006: Universidad de Florida Atlantic
- 2006-2012: SMU